# Nlang
Nlang est un village de la région du Centre du Cameroun. Il est localisé dans l'arrondissement (commune) de Minta, département de la Haute-Sanaga. On y accède par la piste rurale qui lie Meba à Mbargué et Wall à Nlang.

## Population et société
En 1963, la population de Nlang était de 170 habitants. Nlang comptait 202 habitants lors du dernier recensement de 2005. La population est constituée pour l’essentiel de Bamvele.